# Minuwangoda (ort)
Minuwangoda är en ort i Sri Lanka.   Den ligger i provinsen Västprovinsen, i den sydvästra delen av landet, 28 km norr om huvudstaden Colombo. Minuwangoda ligger 18 meter över havet och antalet invånare är 7 772.
Terrängen runt Minuwangoda är platt. Runt Minuwangoda är det mycket tätbefolkat, med 1 095 invånare per kvadratkilometer. Närmaste större samhälle är Katunayake, 7,2 km väster om Minuwangoda. I omgivningarna runt Minuwangoda växer i huvudsak städsegrön lövskog.